# Caradon
Caradon (kornisch: Karadon) war ein District in der Grafschaft Cornwall in England. Verwaltungssitz war die Stadt Liskeard; weitere bedeutende Orte des ehemaligen Districts sind Callington, Looe, Polperro (mit Lansallos), Saltash und Torpoint.
Der Bezirk wurde am 1. April 1974 gebildet und entstand aus der Fusion der Boroughs Liskeard und Saltash, der Urban Districts Looe und Torpoint sowie der Rural Districts Liskeard und St Germans. Am 1. April 2009 wurden neben Caradon auch alle weiteren Districts in Cornwall abgeschafft und in einer einzigen Unitary Authority vereinigt.

## Parishes
Zum Zeitpunkt der Auflösung des Distrikts umfasste sein Gebiet 41 Gemeinden (Parish)
| - Antony - Boconnoc - Botus Fleming - Broadoak - Callington - Calstock - Deviock - Dobwalls and Trewidland - Duloe - Landrake - Landulph | - Lanreath - Lansallos - Lanteglos - Linkinhorne - Liskeard - Looe - Maker with Rame - Menheniot - Millbrook - Morval | - Pelynt - Pillaton - Quethiock - Saltash - Sheviock - South Hill - St Cleer - St Dominick - St Germans - St Ive | - St John - St Keyne - St Martin - St Mellion - St Neot - St Pinnock - St Veep - St Winnow - Torpoint - Warleggan |